# Bluffton, Ohio
Bluffton là một làng thuộc quận Allen, tiểu bang Ohio, Hoa Kỳ. Năm 2010, dân số của làng này là 4125 người.

## Dân số
- Dân số năm 2000: 3896 người.
- Dân số năm 2010: 4125 người.